# Trauertyrann
Der Trauertyrann (Tyrannus melancholicus) ist eine Art der Tyrannen. Trauertyrannen kommen in fast ganz Süd- und Mittelamerika vor und sind mit einem geschätzten Bestand von 200 Millionen Individuen die häufigste Art der Königstyrannen. 

## Erscheinungsbild
Der Trauertyrann erreicht ausgewachsen eine Körperlänge von 18 bis 24 Zentimetern. Er wiegt durchschnittlich 35 Gramm.
Der Scheitel und der Nacken sind grau. Davon hebt sich deutlich der schwarze Zügel ab, der von der Schnabelbasis bis zum Auge verläuft. Die Kehle ist weiß. Der Mantel und die Flügel sind graugrün. Die Unterseite ist leuchtend gelb. Der Schwanz ist leicht gegabelt und braun.

## Verbreitung und Lebensraum
Das Brutareal des Trauertyrannen erstreckt sich vom Süden Arizonas und dem Rio Grande-Tal in Texas über Mittelamerika bis in das Zentralgebiet von Argentinien und den Westen von Peru. Trauertyrannen kommen auch auf Trinidad und Tobago vor. Die Brutvögel im extremen Norden und Süden des Verbreitungsgebietes sind Zugvögel. Ansonsten handelt es sich um einen Standvogel. 
Der Lebensraum der Trauertyrannen sind halboffene Landschaften, die locker mit Bäumen und Sträuchern bestanden sind. Sie haben sich auch menschlichen Siedlungsraum erschlossen und kommen in Gärten sowie entlang von Straßen vor. 

## Verhalten
Trauertyrannen sind reine Insektenfresser, die häufig auf sehr hohen Ansitzwarten nach Beute Ausschau halten. Die Insekten werden gewöhnlich in der Luft gefangen. Sie verteidigen ihre Reviere sehr aggressiv auch gegenüber Vögeln, die deutlich größer sind als sie. Das Nest wird in Bäumen errichtet und ist eine lose zusammengefügte Halbkugel. Das Gelege besteht aus zwei bis drei Eiern. Die Schalenfarbe der Eier ist creme mit rötlich brauner Sprenkelung. Es brütet allein das Weibchen. Die Jungvögel verlassen 18 bis 19 Tage nach dem Schlüpfen das Nest.

## Belege